# Vilmart

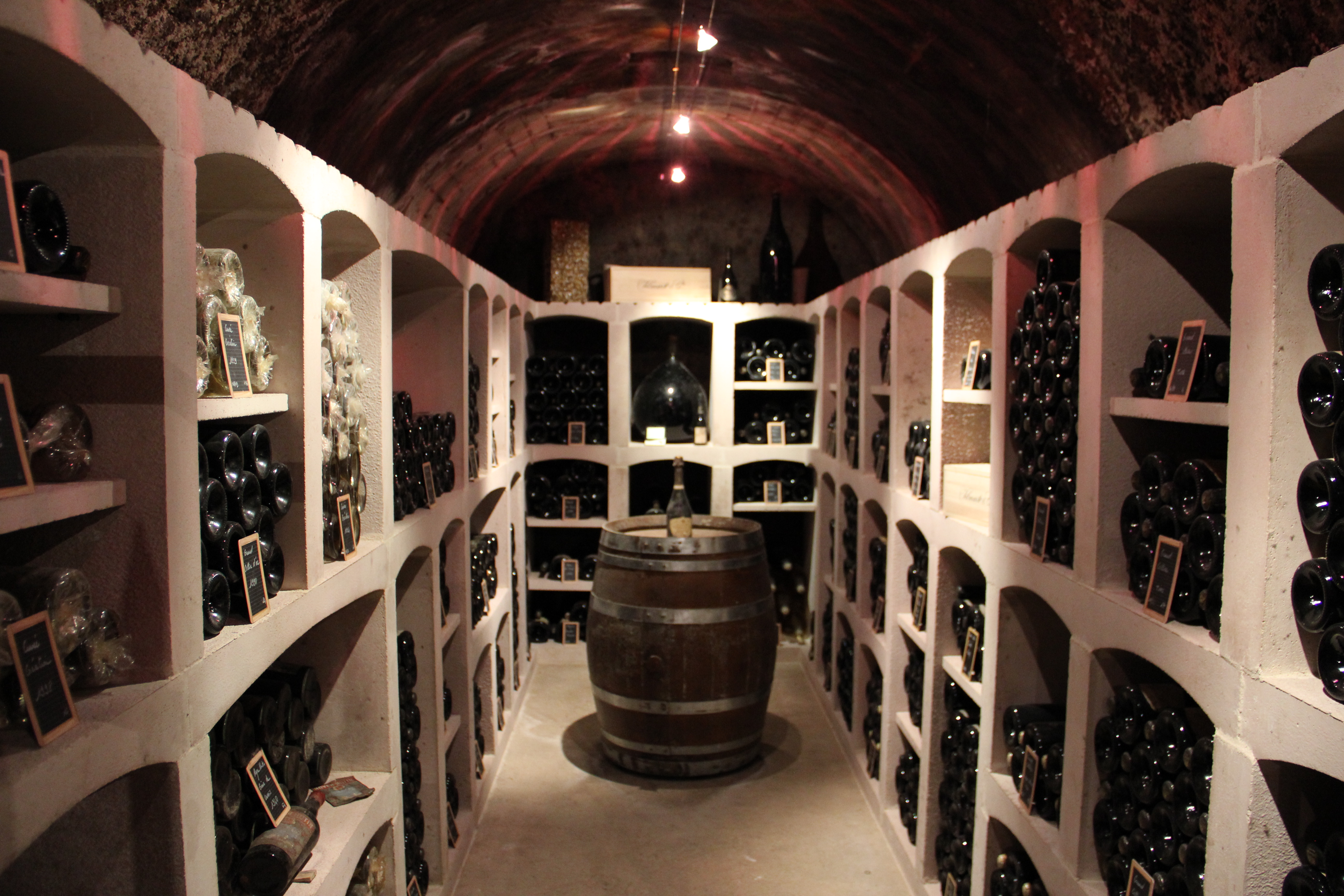
Vilmart

Vilmart is een in 1890 in Rilly-la-Montagne gesticht champagnehuis. Het door Désiré Vilmart gestichte familiebedrijf is zelfstandig. De cuvée de prestige is de Vilmart Coeur de Cuvée (Vintage).
Vilmart bezit 11 hectare premier cru-wijngaarden in de gemeente Rilly-la-Montagne waarop de wijnstokken op organische wijze worden verbouwd. Vilmart verbouwt 60% chardonnay en 40% pinot noir. De wijnstokken zijn oud, de druiven van wijnstokken die 50 jaar of ouder zijn wordt apart uitgeperst en voor de Coeur de Cuvée, een tête de cuvée champagne, gebruikt.